# Ашано
Аша̀но (на италиански: Asciano) е градче и община в централна Италия, провинция Сиена, регион Тоскана. Разположено е на 200 m надморска височина. Населението на общината е 7299 души (към 2010 г.).